# Georgias flagga
Georgias flagga antogs 2003, som den sjunde officiella flaggan för Georgia. Den nuvarande flaggan kallas Georgia Stars and Bars för att den är nära nog identisk med Amerikas konfedererade staters första nationsflagga, frånsett att även Georgias emblem ingår i flaggan.
Det har varit motsättningar om flaggans utseende vilket har bidragit till att den ändrats flera gånger; bland annat har det protesterats mot att den gamla rebellflaggan med andreaskors ingått som del av Georgias flagga.

## Äldre flaggor för Georgia

Innan 1879 (inofficiell) Flaggan hade samma utseende som de regementsfanor som fördes av trupper från Georgia under det amerikanska inbördeskriget, det vill säga delstatens heraldiska vapen på en blå fanduk.
1904–1920 Från 1904 lades delstatsvapnet på en vit sköld. Under vapnet tillkom ett band med delstatens namn.
1920–1956 Delstatens sigill ersatte statens vapen i det blå fältet. Bandet med delstatens namn togs bort.
1956–2001 Denna flagga infördes som symbol för bevarad rassegregation under medborgarrättsrörelsens kamp för jämlikhet.
2001–2003 Införd för att ersätta den tidigare flaggan, som genom sin symbolism blivit kontroversiell.
Sedan 2003 2001 års flagga betraktades som ful och ersattes efter en folkomröstning av en flagga som liknar konfederationens första nationsflagga.